# جوناثان غرينفيلد
جوناثان غرينفيلد (بالإنجليزية: Jonathan Greenfield)‏ هو لاعب كرة قدم جنوب أفريقي، ولد في 18 فبراير 1982 في كيب تاون في جنوب أفريقيا. شارك مع منتخب جنوب أفريقيا لكرة القدم. أما مع النوادي، فقد لعب مع سان أنتونيو سكوربيونز وماميلودي صن داونز ونادي شمال كارولاينا.

## وصلات خارجية
- جوناثان غرينفيلد على موقع قاعدة بيانات كرة القدم.إي يو (الإنجليزية)